# Ekstrakt ogólny
Ekstrakt ogólny - jest to suma składników, które przeszły do ekstraktu w wyniku kompletnego procesu ekstrakcji i są nielotne do temperatury wrzenia rozpuszczalnika. W przypadku ekstraktu z produktów spożywczych są to zwykle: monosacharydy, oligosacharydy, kwasy organiczne, barwniki, garbniki itp.